# Saúde em Brunei
Diabetes é a terceira maior causa de morte em Brunei, depois de câncer e doenças cardíacas. A taxa de suicídio não foi investigada, de acordo com a Dra. Hilda Ho, como um assunto tabu.

## Obesidade
7,5% da população é obesa, a maior taxa de prevalência na ASEAN. Além disso, estudos do Ministério da Saúde mostram que pelo menos 20% dos escolares em Brunei estão com sobrepeso ou são obesos.

## Serviços de saúde
Existem quatro hospitais administrados pelo governo em Brunei, um para cada distrito. Existem também 16 centros de saúde e 10 clínicas de saúde.
Os cuidados de saúde em Brunei são cobrados a 1 dólar de Brunei por consulta para os cidadãos e é gratuito para menores de 12 anos. Um centro de saúde administrado pela Brunei Shell Petroleum está localizado em Panaga. Para assistência médica não disponível no país, os cidadãos são enviados ao exterior às custas do governo. No período de 2011 a 2012, 327 pacientes foram tratados na Malásia e em Singapura ao custo de 12 milhões de dólares estadunidenses para o governo.
Brunei tem 2,8 leitos hospitalares por mil pessoas. A prevalência de HIV/AIDS está em 0,1%, e inúmeras campanhas de conscientização sobre a AIDS foram realizadas.
O maior hospital de Brunei é o Raja Isteri Pengiran Anak Saleha Hospital (RIPAS), que tinha 550 leitos no ano de 1992, está situado na capital do país Bandar Seri Begawan. Existem dois centros médicos privados, Gleneagles JPMC Sdn Bhd., e Jerudong Park Medical Centre. O Centro de Promoção da Saúde foi inaugurado em novembro de 2008 e serve para conscientizar a população sobre a importância de um estilo de vida saudável.
Atualmente não há escolas de medicina em Brunei, e os habitantes que desejam estudar para se tornarem médicos devem frequentar uma universidade no exterior. No entanto, o Instituto de Medicamentos foi introduzido na Universiti Brunei Darussalam e um novo prédio foi construído para o corpo docente. O edifício, incluindo as instalações do laboratório de pesquisa, foi concluído em 2009. Existe uma Escola de Enfermagem desde 1951. Cinquenta e oito gerentes de enfermagem foram nomeados no RIPAS para melhorar o serviço e fornecer melhores cuidados médicos. Em dezembro de 2008, a faculdade de enfermagem se fundiu com o Instituto de Medicamentos da Universiti Brunei Darussalam para produzir mais enfermeiras e parteiras. É atualmente chamado de Instituto de Ciências da Saúde PAPRSB (Pengiran Anak Puteri Rashidah Sa'datul Bolkiah).